# Voyage avec un âne dans les Cévennes
Voyage avec un âne dans les Cévennes (Travels with a Donkey in the Cévennes) est un récit de voyage de Robert Louis Stevenson paru en juin 1879. Il fit l'objet en 1925 d'une édition bibliophilique à la Librairie Stock, Delamain et Boutelleau, en 750 exemplaires numérotés dont 75 enrichis en frontispice d'une eau-forte originale de Robert Bonfils.
L'écrivain écossais y relate sa randonnée entreprise en automne 1878 : la traversée des Cévennes à pied.
Parti du Monastier dans la Haute-Loire et cheminant vers le sud, il traverse toute la Lozère pour atteindre douze jours après Saint-Jean-du-Gard dans le Gard, au terme d'un périple de 120 milles (environ 195 km).
Son unique compagnie est l'ânesse prénommée Modestine, avec laquelle, malgré des débuts difficiles, il finit par tisser tout au long du voyage des liens affectifs forts.
Au gré des rencontres et des villages traversés, il évoque quelques épisodes marquants de la guerre des Camisards, période tourmentée dans l'histoire de cette région protestante.
Après la mort de Stevenson, le succès du livre et l’engouement pour le voyage qu'il relate se développèrent rapidement, au point qu'à l'occasion du centenaire du voyage, en 1978, un itinéraire de randonnée a été mis en place, pour permettre aux amateurs de répéter le voyage d'aussi près que possible. Cet itinéraire fut ensuite intégré au réseau des chemins de grande randonnée sous le nom de GR 70, appelé le « chemin de Stevenson ».

## Raisons du voyage

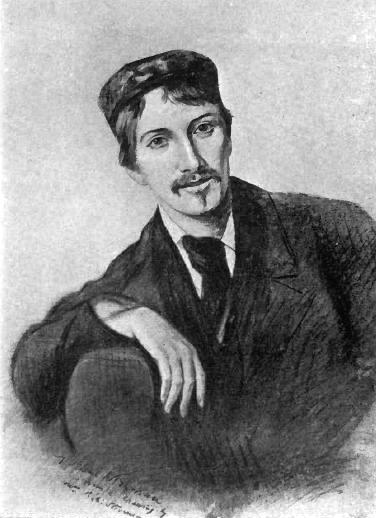
Robert Louis Stevenson à l'âge de 26 ans.

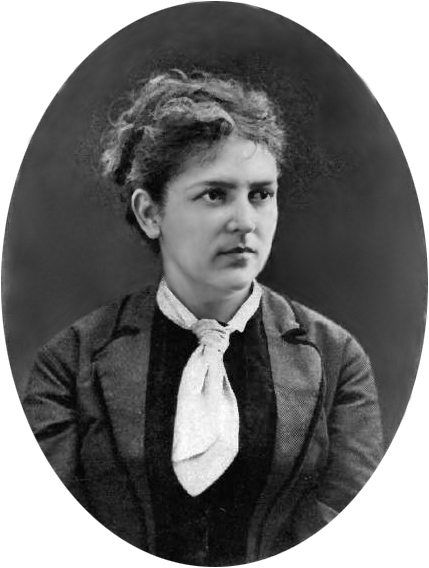
Fanny Osbourne à l'époque de sa rencontre avec Stevenson.

Les motivations qui poussèrent le jeune Stevenson — il n'avait pas encore 28 ans — à effectuer seul ce périple à travers les Cévennes sont multiples, mais le déclencheur principal fut une grande peine de cœur.
Deux ans plus tôt, en été 1876, il s'était rendu à Grez pour y retrouver ses amis autour d'une petite communauté artistique de peintres un peu bohèmes, qui cherchait à faire revivre les heures de gloire, désormais passées, de Barbizon.
Là, il avait découvert de nouveaux venus : Fanny Osbourne, une belle américaine de dix ans son aînée, artiste-peintre accompagnée de ses deux enfants Isobel et Lloyd.
Arrivant tout droit de Californie, elle y avait laissé en juillet 1875 son mari Samuel Osbourne, lassée par ses infidélités et son inconstance, pour tenter d'être admise à l'Académie royale des beaux-arts d'Anvers.
Avec ses trois enfants — Isobel, Lloyd et le tout jeune Hervey — elle s'était rendue à Anvers pour y découvrir que l'Académie n'acceptait pas les femmes.
Elle s'était alors rabattue sur les cours d'un atelier parisien, mais la mort du petit Hervey dans d'atroces souffrances vint tout bouleverser et l'ébranla profondément.
Lorsque la santé de Lloyd commença à son tour à décliner, elle n'hésita pas et, sur les conseils d'un de ses amis, elle partit alors pour Grez avec ses enfants.
La légende veut qu'ils aient connu un coup de foudre immédiat, mais en réalité, après une cour assidue de Stevenson, c'est vraisemblablement l'été suivant que s'établit la relation amoureuse entre Fanny et lui.
Mais les obstacles à leur amour sont nombreux. Stevenson, de son côté, n'est toujours pas autonome financièrement.
Il dépend de la rente que lui verse son père Thomas, lequel réclame son retour à Édimbourg.
Il était difficile dans ces conditions d'imaginer pouvoir subvenir aux besoins de cette petite famille.
Fanny, quant à elle, est sommée par son mari de revenir en Californie, sous peine de se voir couper les vivres.
En juin 1878, elle finit par céder aux injonctions de son époux et commence les préparatifs pour son retour en Amérique.
La vie s'apprête à les séparer ; Stevenson, très affecté, écrit à Charles Baxter qu'il vit là « les 20 derniers jours de sa passion ».
Dans une lettre datée du 26 juin 1878 toujours destinée à Baxter, les questions qu'il pose à l'avocat de la famille, montrent que ses préoccupations sont claires :

« [...]
Et puis : 1) Un homme, un sujet britannique, majeur, peut-il épouser une Américaine (majeure, s'il est nécessaire de préciser son âge) en Écosse ? Si oui, dans quel délai et à quelles conditions ? 2) La chose serait-elle plus facile en Angleterre, avec autorisation spéciale ?
Ce serait une bonne chose d'avoir rapidement la réponse à ces questions.
L'Obligation demain
[...] »

Le jour du départ arrive, et lorsque le train emportant Fanny, Isobel et Lloyd, quitte le quai de la gare, il laisse derrière lui un Stevenson brisé.
Après un bref retour à Paris, il prend assez rapidement la décision de partir : il ressent le besoin de prendre quelque distance avec ses amis, de s'isoler pour faire le point sur sa vie, sur son avenir, et par-dessus tout, d'oublier Fanny.
Dans cette optique, son choix se porte sur le Midi de la France car ce serait pour lui l'occasion de découvrir le théâtre de la guerre des Camisards qu'il voit comme des « Covenantaires du Midi » comme il les appelle, puisqu'ils ne sont que la réplique cévenole des Covenanters des Highlands : ces protestants écossais dont l'histoire et la persécution durant le Killing Time ont peuplé son enfance et enflammé son imagination, par les récits exaltants que sa nourrice Alison « Cummy » Cunningham a pu lui en faire, ainsi que par les textes d'écrivains comme Robert Wodrow ou Alexander Peden qu'elle lui a lus.

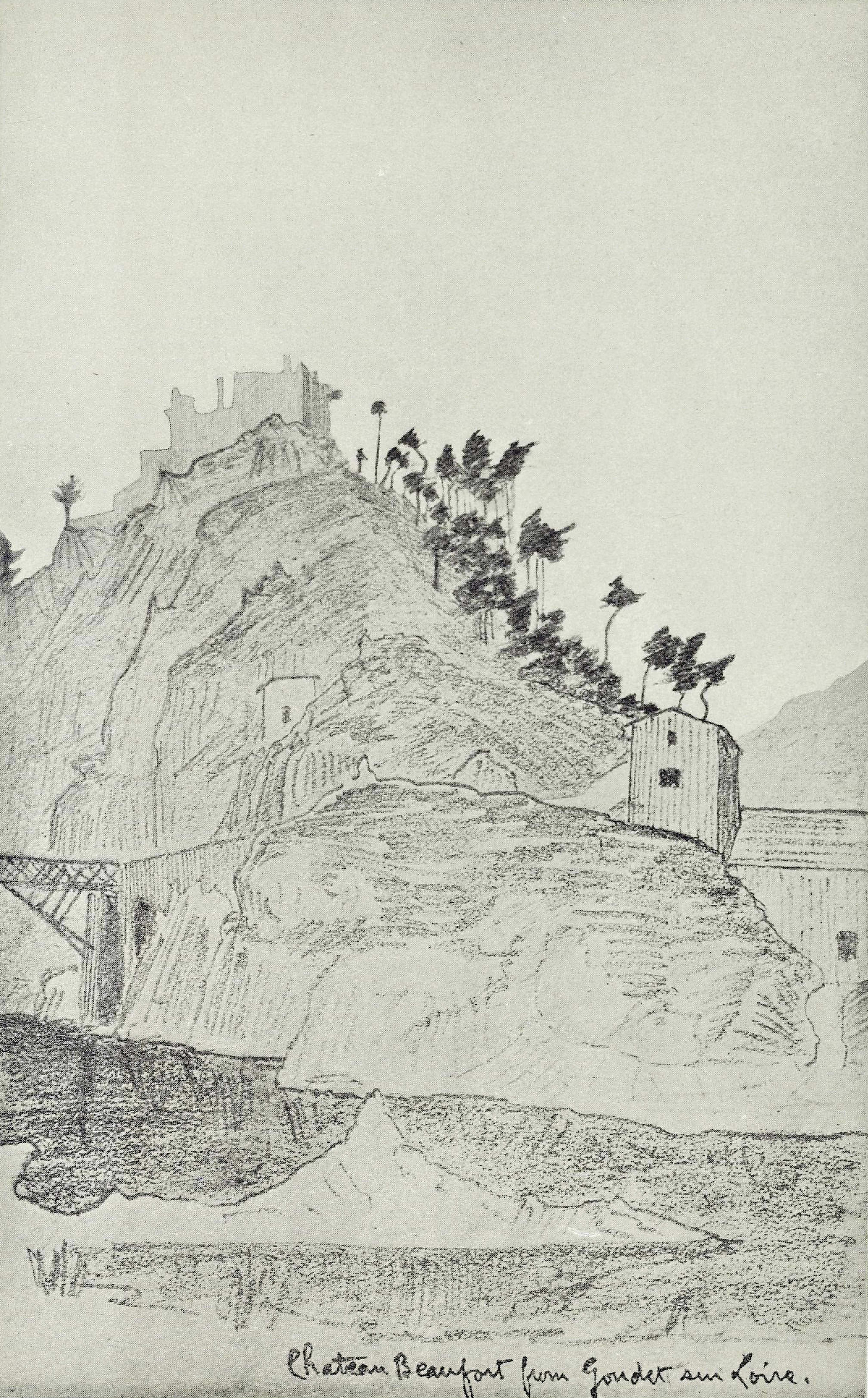
Croquis du château de Beaufort exécuté par Stevenson lors de son séjour au Monastier.

Un autre motif, bien que plus anecdotique, quant au choix de sa destination, il le trouve dans sa connaissance de la romancière George Sand et plus précisément dans l'une de ses œuvres, Le Marquis de Villemer, publiée en 1861, dont l'intrigue se déroule dans le Velay.
Ce roman appartient à sa trilogie auvergnate — avec Jean de la Roche (1859) et La Ville noire (1861) — pour l'écriture de laquelle l'auteur s'était elle-même rendue dans la région en 1859 afin de se documenter.
En tant qu'admirateur de la romancière, Stevenson y voit là une occasion de marcher sur ses traces.
Son pèlerinage le conduit donc jusqu'au Monastier, petit village sur la Gazeille, où il s'installe dans une pension qui pratique des tarifs modérés.
Résolu à faire des économies, il y demeure pendant près d'un mois, multipliant les excursions dans les alentours (Le Puy, Lantriac, Laussonne, Goudet, etc.) et réalisant de nombreux croquis de paysages, toujours guidé par ce fil conducteur qu'est l'œuvre de Sand.
C'est vers la mi-septembre que l'idée d'effectuer une randonnée vers le sud s'impose à lui pour se ressourcer, méditer tout en découvrant le pays des Camisards.
La marche, il l'a toujours beaucoup pratiquée durant sa jeunesse, principalement dans les Pentland Hills au sud d'Édimbourg, et il en connaît toutes les vertus ; à tel point qu'il a même consacré un essai sur « le sens de la marche », Walking Tours publié en juin 1876,.
Rien d'étonnant donc à ce qu'il envisage, en parfaite application de sa philosophie, d'accomplir un tel périple.
À partir du 17 septembre, sa résolution est prise d'entreprendre ce voyage, pour lequel il doit faire l'acquisition d'un âne, voyage dont il espère bien tirer un récit digne d'être publié et donc susceptible de lui rapporter quelque argent.
L'acquisition de Modestine est réalisée peu de temps après pour « 65 francs et un verre d'eau-de-vie ».
Dans son ultime lettre envoyée du Monastier, datée du samedi 21 septembre à l'adresse de son ami William Henley, il annonce son départ pour le jour-même et mentionne le titre provisoire du récit qu'il compte écrire : Voyage avec un âne dans les Highlands françaises (Travels with a Donkey in the French Highlands).
Son départ effectif n'a lieu que le lendemain, probablement du fait des difficultés rencontrées avec le harnachement de Modestine.

## Itinéraire
Le tableau ci-dessous résume l'itinéraire emprunté par Stevenson. Il correspond aujourd'hui à une grande partie du GR 70, appelé pour cette raison « chemin de Stevenson ».

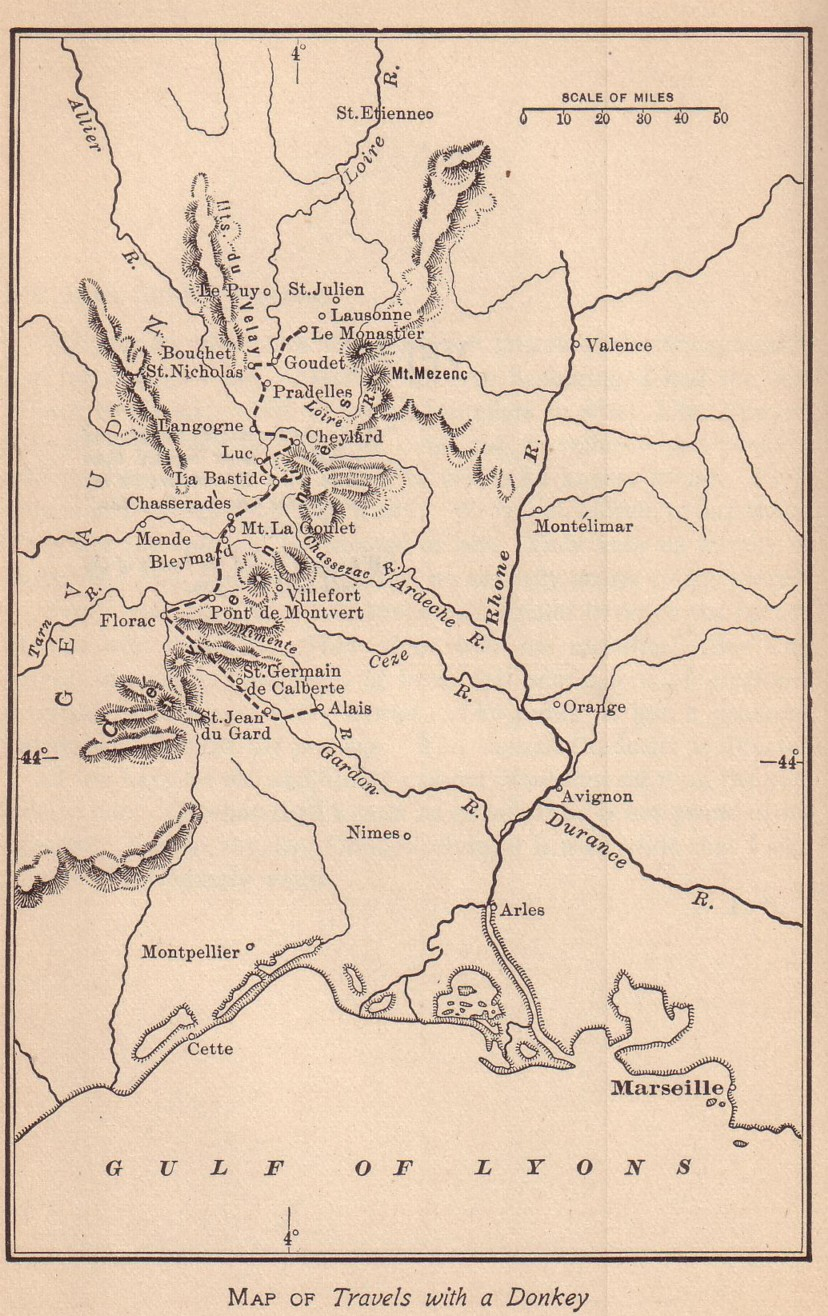
Carte du voyage de Stevenson

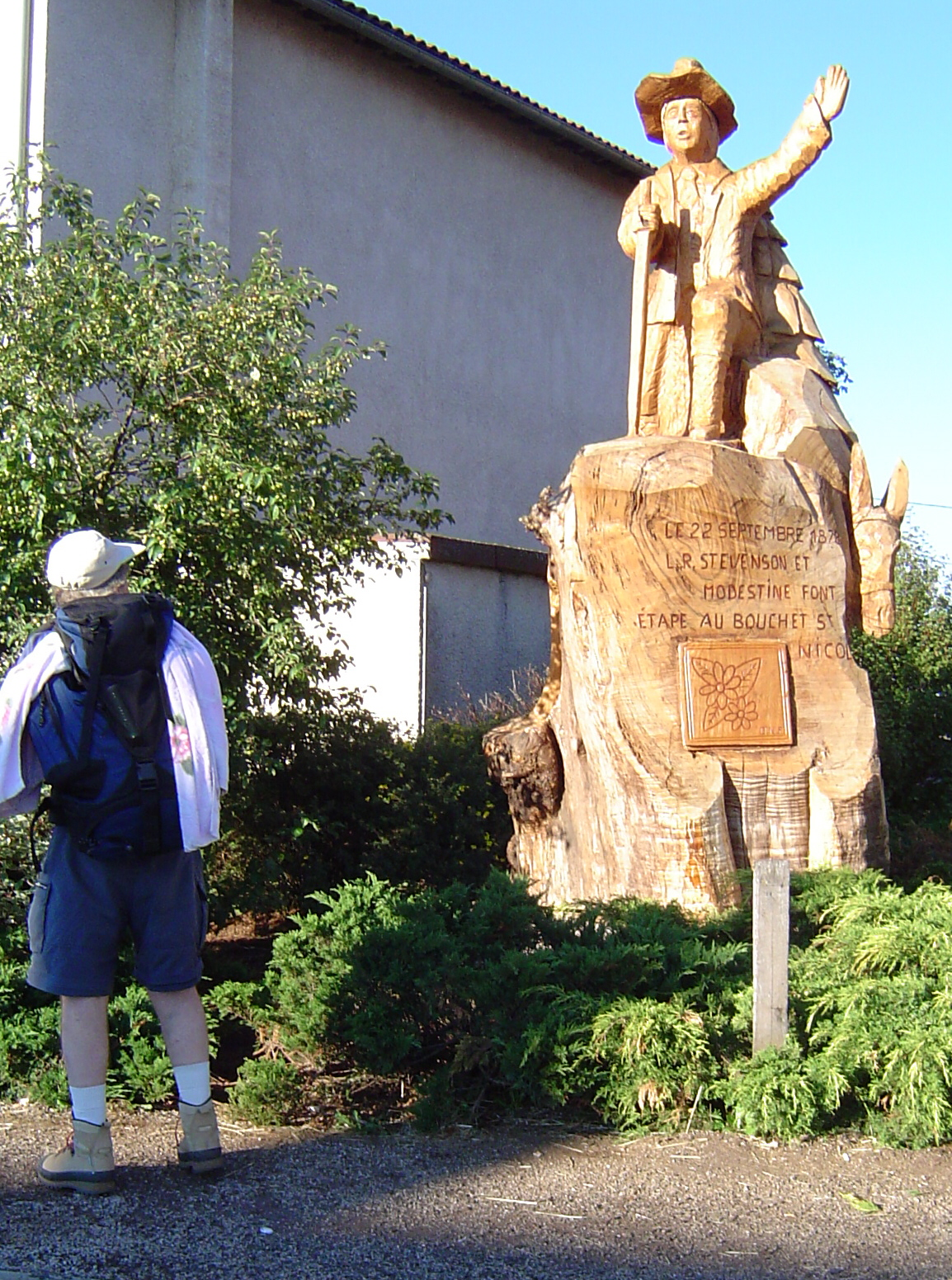
Le Bouchet-Saint-Nicolas, sculpture commémorative.

| Journée | Jour de la semaine | Date 1878    | Région naturelle         | Points de passage étapes Stevenson en gras                                               |
| ------- | ------------------ | ------------ | ------------------------ | ---------------------------------------------------------------------------------------- |
| 1re     | dimanche           | 22 septembre | Massif du Mézenc (Velay) | Le Monastier, Saint-Martin-de-Fugères, Goudet, Ussel, Costaros, Le Bouchet-Saint-Nicolas |
| 2e      | lundi              | 23 septembre | Massif du Devès (Velay)  | Landos, Pradelles, Langogne                                                              |
| 3e      | mardi              | 24 septembre | Margeride (Gévaudan)     | Sagnerousse, Fouzilhic, Fouzilhac, nuit à la belle étoile                                |
| 4e      | mercredi           | 25 septembre | Margeride (Gévaudan)     | Cheylard-l'Évêque, Luc                                                                   |
| 5e      | jeudi              | 26 septembre | Margeride (Gévaudan)     | La Bastide-Puylaurent et l'abbaye Notre-Dame-des-Neiges                                  |
| 6e      | vendredi           | 27 septembre | Margeride (Gévaudan)     | Chasseradès                                                                              |
| 7e      | samedi             | 28 septembre | Mont Lozère (Cévennes)   | l'Estampe, Le Bleymard, nuit à la belle étoile                                           |
| 8e      | dimanche           | 29 septembre | Mont Lozère (Cévennes)   | Le Pont-de-Montvert, La Vernède, Cocurès                                                 |
| 9e      | lundi              | 30 septembre | Vallée du Tarn           | Florac                                                                                   |
| 10e     | mardi              | 1er octobre  | Bougès (Cévennes)        | Cassagnas                                                                                |
| 11e     | mercredi           | 2 octobre    | Bougès (Cévennes)        | Saint-Germain-de-Calberte, Saint-Étienne-Vallée-Française                                |
| 12e     | jeudi              | 3 octobre    | Cévennes                 | Saint-Jean-du-Gard                                                                       |

## Écriture duVoyage avec un âne

### Journal
À l'exception de quelques parties écrites postérieurement à sa randonnée — principalement celles historiques nécessitant la consultation de sources — Stevenson s'astreignait à écrire au fur et à mesure de ses étapes dans un journal.
Chaque matin, il rédigeait donc le récit de sa journée précédente avant de prendre la route pour une nouvelle étape, ce qui parfois, lorsque l'inspiration lui faisait défaut, lui valut quelques départs tardifs (Langogne, Florac), « en l'honneur de ce maudit journal ».
Ce journal s'ouvre sur un chapitre consacré à son mois passé au Monastier, dans lequel il détaille la ville, ses habitants et leur vie quotidienne.
Initialement, Voyage avec un âne aurait dû s'ouvrir sur ce chapitre, mais Stevenson renonça à cette idée afin de ne pas rompre l'équilibre du Voyage dont le rythme naturel est basé sur la journée.
Ce chapitre rejeté du livre fut cependant publié de manière isolée sous le titre Une ville de montagne en France (A Mountain Town in France).

### Sources historiques de Stevenson
Dans Voyage avec un âne, tous les passages ayant trait à l'histoire des Cévennes et à la guerre des Camisards ont été rédigés par Stevenson a posteriori.
Pour cela il s'est principalement référé à l'ouvrage Histoires des pasteurs du Désert de Napoléon Peyrat (1842), dont il est établi avec certitude qu'il en était détenteur, puisqu'il fait explicitement mention du tome second du livre, heurté du pied durant sa première nuit passée à la belle étoile et qu'il s'agissait de surcroît de l'édition française de l'ouvrage, bien qu'il en existât à l'époque une traduction en langue anglaise. C'est de lui qu'il reprend, par exemple, le récit tragique de l'assassinat par les Camisards de l'abbé du Chayla au Pont-de-Montvert le comparant à celui de l'archevêque James Sharp par les Covenanters, ou encore la capture et l'interrogatoire d'Esprit Séguier.
À son retour à Édimbourg, grâce à son statut d'avocat, il a accès en outre aux ouvrages disponibles à l'Advocates' Library (en) :
- A Compleat History of the Cevennees (Londres, 1703) d'un auteur anonyme,
- L'Histoire du fanatisme de De Brueys (1692),
- Memoirs of the War of the Cevennes, l'édition anglaise des Mémoires sur la guerre des Cévennes de Jean Cavalier (2e éd. 1727)[18],
- Histoire des troubles des Cévennes d'Antoine Court (1760)[19],
- A Cry from the Desart; or, Testimonials of the Miraculous Things Come to Pass in the Cevennes, traduction par John Lacy (1707) du Théâtre sacré des Cévennes, recueil de témoignages collectés par Maximilien Misson (1707)[20].

Hormis Cry from the Desart, l'influence de ces ouvrages sur Stevenson reste cependant très limitée en comparaison de celle des Pasteurs du Désert de Peyrat.

### Publication

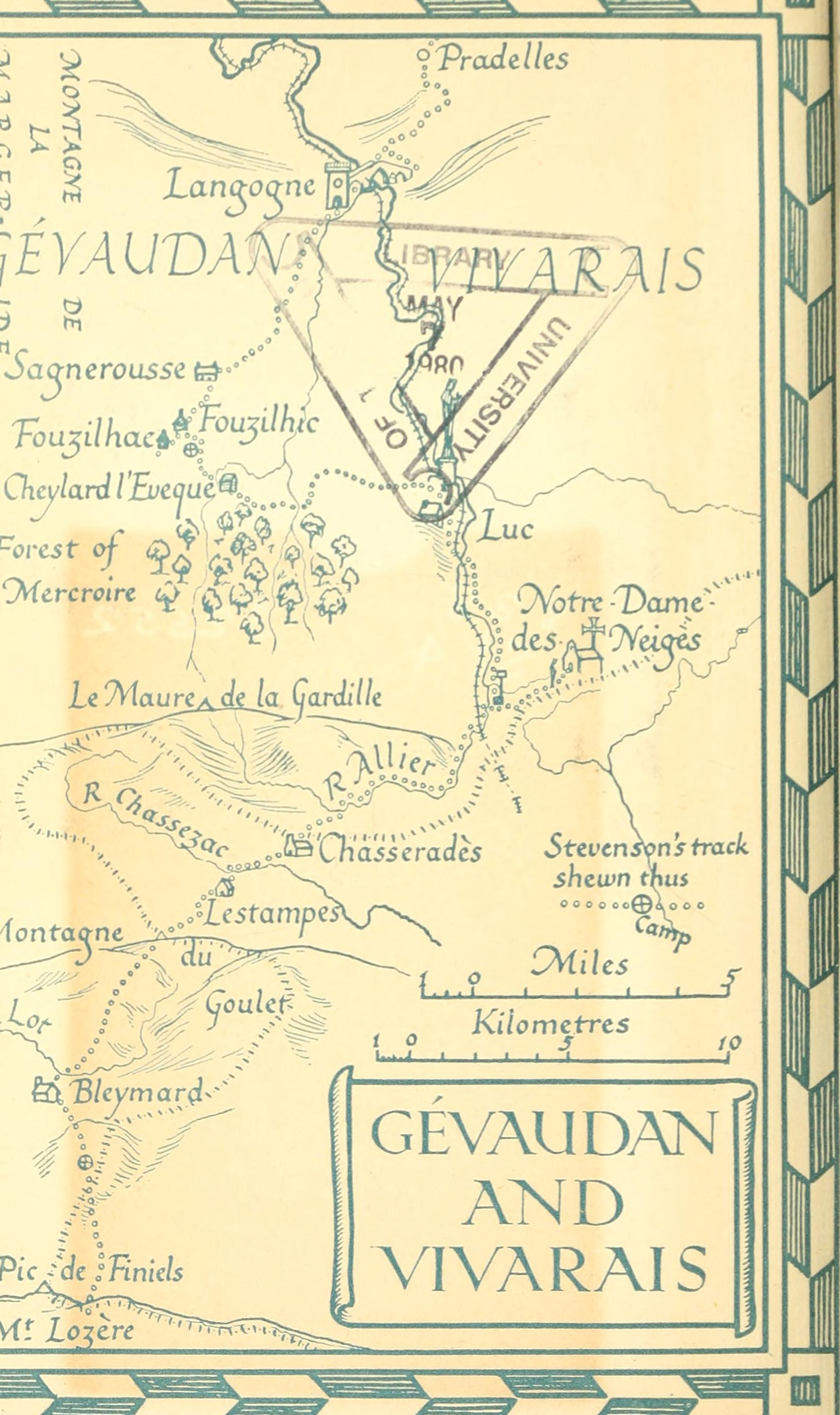
Carte du voyage, édition Chatto & Windus, Londres, 1909.

Au printemps 1879, Stevenson confie à son cousin Bob que le livre contient bon nombre de déclarations d'amour destinées à Fanny dont il devrait être à même de saisir la plupart : c'est d'ailleurs, « pour [lui] le principal fil directeur ».
À cet éclairage, on comprend mieux la compagne qu'il espère pendant sa nuit dans la pineraie, cette femme avec laquelle il rêve de vivre à la belle étoile.
Travels with a Donkey parait donc en juin 1879 chez l'éditeur Kegan Paul, lequel avait déjà publié An Inland Voyage l'année précédente.
Selon son contrat, péniblement négocié avec l'éditeur car Inland Voyage ne s'était pas très bien vendu, Stevenson doit recevoir 30 livres à la parution et 4 shillings par exemplaire vendu au-delà du 700e.
Le livre se vend un petit peu mieux : le premier tirage de 750 exemplaires est épuisé dès l'automne ce qui nécessite un second tirage de 500 exemplaires.
Mais surtout, Travels with a Donkey reçoit de très bonnes critiques voire carrément élogieuses, confortant ainsi la place grandissante de Stevenson dans le milieu littéraire.
C'est de ses parents, auxquels il avait vraisemblablement fait lire une partie de son manuscrit avant sa parution, que viennent les plus sévères remarques.
Sa mère lui reproche, dans une lettre de juillet 1879, d'avoir laissé dans son livre « cet horrible passage [qu'elle avait] si fort critiqué ».
Quant à son père, malgré un ton affectueux, sa critique dut paraître à Stevenson encore plus cinglante :

« [...] Je trouve ton livre très brillant, mais je suis près de penser que « Inland Voyage » est meilleur, bien qu'il présente l'avantage sur celui-ci de
reposer sur des faits. Sans aucun doute « La nuit sous les pins » est ce qu'il y a de meilleur. Vient ensuite la scène avec le frère de Plymouth. Le livre offre le même défaut que « An Inland Voyage », car il s'y rencontre trois ou quatre mentions
irrespectueuses du nom de Dieu qui me choquent et doivent en choquer bien d'autres.
Elles pouvaient être omises sans le moindre dommage quant à l'intérêt ou le mérite du
livre. Voilà pour ta sottise de ne pas m'avoir laissé voir les épreuves.
L'autre défaut est l'abus, à mon avis, des descriptions. S'il y avait eu une grande
diversité de paysage, l'objection n'aurait pas été justifiée, mais du fait que le
paysage est généralement partout le même, je crois qu'on aurait pu en omettre une
bonne partie. Dans l'ensemble, cependant, je crois que c'est un livre de voyage très
réussi, et j'estime que tes deux volumes sont uniques en matière de style. [...]
J'espère que tu ne feras pas de nouveau l'âne en couchant en plein air
[...] »

### Le Voyage du pèlerin

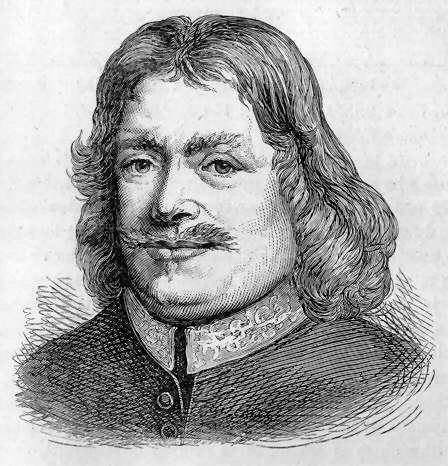
John Bunyan, auteur du Voyage du pèlerin.

Dans Voyage avec un âne, Stevenson fait plusieurs fois référence à un ouvrage, issu à nouveau tout droit de son enfance et des lectures données par sa nourrice : Le Voyage du pèlerin (The Pilgrim's Progress, 1678) du calviniste John Bunyan.
Extrêmement populaire à l'époque, ce roman allégorique décrit le voyage de son héros, Christian (ou Chrétien), de la « Cité de la destruction » jusqu'à la « Cité céleste » (de la Terre au Paradis), parcours semé de rencontres et d'embûches le mettant, lui et sa foi, à l'épreuve.
Dès la dédicace, Stevenson cite déjà Bunyan : « Mais nous sommes tous des voyageurs dans ce que John Bunyan nomme le désert de ce monde [...] ».
Par la suite, en référence à ses difficultés rencontrées avec son paquetage : « Comme chrétien (sic) c'est de mon bagage que j'ai eu à souffrir en chemin »,.
Et enfin, nouvelle citation extraite du Voyage du pèlerin en exergue de la partie « Le Haut Gévaudan ».
Le rapprochement entre les deux œuvres est alors d'autant plus flagrant si l'on considère l'illustration de la première édition du Voyage avec un âne : un frontispice réalisé par Walter Crane dans le plus pur style des illustrations du Voyage du pèlerin.
Ce sont ces éléments qui suggèrent l'existence d'un autre voyage en parallèle de celui effectué physiquement par Stevenson, un voyage d'ordre spirituel et initiatique.
Une des éditions françaises a d'ailleurs choisi de se démarquer des autres en restituant le pluriel original de « travels » pour donner « voyages » afin de refléter les différents niveaux de lecture de l'œuvre.

## Extraits
Extrait du chapitre « Cheylard et Luc »,

« Quant à moi, je voyage non pour aller quelque part, mais pour marcher. Je voyage pour le plaisir de voyager. L'important est de bouger, d'éprouver de plus près les nécessités et les embarras de la vie, de quitter le nid douillet de la civilisation, de sentir sous mes pieds le granit terrestre et les silex épars avec leurs coupants. Hélas! Tandis que nous avançons dans l'existence et sommes plus préoccupés de nos petits égoïsmes, même un jour de congé est une chose qui requiert de la peine. »

Extrait du chapitre « Une nuit dans la pineraie »,

« Et pourtant, alors même que je m'exaltais dans ma solitude, je pris conscience d'un manque singulier. Je souhaitais une compagne qui s'allongerait près de moi au clair des étoiles, silencieuse et immobile, mais dont la main ne cesserait de toucher la mienne. Car il existe une camaraderie plus reposante même que la solitude et qui, bien comprise, est la solitude portée à son point de perfection. Et vivre à la belle étoile avec la femme que l'on aime est de toutes les vies la plus totale et la plus libre. »

## «Chemin de Stevenson»
Après la reconnaissance de Stevenson en tant qu'écrivain, puis sa mort en 1894, la randonnée effectuée pendant sa jeunesse aux travers des Cévennes prit des allures de pèlerinage et devint vite un incontournable pour tout émule de Stevenson qui se respectait.
Dans les années qui suivirent, de nombreuses expéditions marchèrent sur ses traces, dont celle du pionnier, Sir J. A. Hammerton en 1903. La plus intéressante pour son apport documentaire reste celle de Robert T. Skinner qui accomplit à deux reprises le trajet de Stevenson dans les années 1920 : il s'efforça de retrouver les personnes rencontrées par Stevenson durant son voyage, pour apprendre ce qu'elles étaient devenues et en constitua un ouvrage illustré par leurs photographies.
Après la Seconde Guerre mondiale, c'est plutôt l'aspect sportif du chemin de Stevenson qui prima.

Logo de l'association « Sur le chemin de Robert Louis Stevenson »

L'association du Club cévenol, soucieuse de promouvoir dans les Cévennes un tourisme respectueux de la nature et du patrimoine, retrouva ces valeurs dans la démarche du Stevenson randonneur.
Percevant très tôt l'impact positif potentiel du Voyage avec un âne, elle en favorisa donc la diffusion, en fournissant dès 1901 la première traduction du livre en français partiellement publiée.
Revers de la médaille, avec l'engouement croissant du grand public pour le chemin, des effets indésirables ne tardèrent pas à apparaître notamment concernant la sécurité des excursionnistes. En effet, certains chemins empruntés à l'époque par Stevenson étaient devenus entre-temps d'importants axes routiers, plus vraiment adaptés à la pratique de la marche à pied dans de bonnes conditions.
Pour maîtriser cette circulation accrue de randonneurs, le sentier de grande randonnée GR70 fut créé en 1978 — à l'occasion du centenaire du voyage de Stevenson — par la Fédération française de randonnée pédestre qui réalisa à cet effet 180 km de balisage bleu et blanc, couleurs de l'Écosse, avec l'aide du Parc national des Cévennes.
Plus connu sous le nom de « chemin de Stevenson », le GR fait l'objet d'un topo-guide et constitue dorénavant un trajet de 250 km, considérablement plus long que l'original d'une soixantaine de kilomètres en raison de l'ajout de deux étapes supplémentaires Le Puy-en-Velay-Le Monastier et Saint-Jean-du-Gard-Alès, ainsi que des contournements de routes qui s'avérèrent nécessaires.
Toute une activité touristique s'est développée autour du « chemin de Stevenson » (gîtes d'étapes, loueurs d'ânes, accompagnateurs, ...), dont les principaux acteurs sont réunis et forment depuis 1994, l'association « Sur le chemin de Robert Louis Stevenson » dans le but d'assurer la promotion du GR tout en œuvrant au maintien de sa qualité.

## Filmographie
- « Voyage avec un âne dans les Cévennes » (présentation de l'œuvre), sur l'Internet Movie Database, de Jean Kerchbron, 1975
- « Travels with a Donkey » (présentation de l'œuvre), sur l'Internet Movie Database  de Gavin Millar, 1978
- « Voyage avec un âne dans les Cévennes » (présentation de l'œuvre), sur l'Internet Movie Database, de François Marret, 2015
- Antoinette dans les Cévennes, film de Caroline Vignal faisant partie de la Sélection Officielle Cannes 2020, avec Laure Calamy dans le rôle principal, reprend avec son âne Patrick le chemin Stevenson pour en tirer une morale naturaliste